# Edifício Saldanha Marinho
Vista do alto de outro prédio.
O Edifício Saldanha Marinho está localizado na cidade de São Paulo, à rua Líbero Badaró, 39 - Largo São Francisco, atualmente sede da Secretaria de Estado dos Negócios da Segurança Pública de São Paulo. Projetado pelo arquiteto carioca e radicado em São Paulo Elizário da Cunha Bahiana e realizado pelo arquiteto Dácio Aguiar de Moraes. O edifício foi o primeiro modelo em estilo Art Déco no Brasil, concluído em 1933.

## História
Originalmente, o projeto foi concebido e iniciado para o Automóvel Clube de São Paulo, sendo pouco depois adquirido pela Companhia Paulista de Estradas de Ferro C.P.E.F., que finalizou as obras de construção e término do edifício. O nome do edifício Saldanha Marinho foi em homenagem ao Jornalista, Sociólogo e Político Dr. Joaquim Saldanha Marinho, que foi presidente das províncias de Minas Gerais e de São Paulo, além de ter sido deputado pela província de Pernambuco, bem como ter sido uns dos ícones maçônicos brasileiros à época, quando escrevia artigos e textos sob o codinome de Ganganelli.
Embora Elizário da Cunha Bahiana assine a obra, a estrutura do edifício foi de autoria de Cristiano Stockler das Neves, importante arquiteto brasileiro responsável pela criação da Faculdade de Arquitetura e Urbanismo Mackenzie. Esta estrutura foi vencedora de um concurso arquitetônico promovido pelo Automóvel Clube de São Paulo.Com a ocupação da C.P.E.F., os vitrais instalados pela Casa Conrado foram mantidos, por representarem importante momento evolucionário das companhias ferroviárias no Brasil. Muitos detalhes, tanto no interior quanto na fachada do edifício, ainda podem ser contemplados em bom estado de conservação, inclusive os guichês que vendiam as passagens ferroviárias.

### Tombamento
Em 1986 o edifício foi tombado pelo Condephaat, resolução SC 39/86, de 08 de Setembro de 1986, publicado no D.O.E. em 09/09/1986, por se tratar de um edifício de alto interesse para a história arquitetônica da cidade de São Paulo. Por caracterizar a região em que se encontra, ser um dos primeiros arranha céus da cidade e um expressivo exemplo de Art Decó o tombamento do edifício foi aprovado pela Secretaria do Estado da Cultura.

## Arquitetos
Os dois arquitetos que trabalharam na projeção do edifício juntam obras de grande importância na cidade. Elizário da Cunha Bahiana é responsável por obras como o Viaduto do Chá e o Jockey Club de São Paulo. Já Dácio A. de Moraes, influente arquiteto que atuou tanto na criação de residências quanto de prédios. (referência livro Os arquitetos da Poli: ensino e profissão em São Paulo). Dácio A. de Moraes ficou responsável pela obra assim que a C.P.E.F. assumiu a obra. Ele foi, então, responsável pelo formato triangular do edifício, adequado ao quarteirão em que se encontra, com esquinas arredondadas. O edifício, no entanto, não segue a Escola de Chicago, tendência arquitetônica em voga durante o período de sua construção, por não apresentar a estruturação básica desta escola, a divisão do edifício entre base, fuste e capitel. 
Nascido no Rio de Janeiro, Bahiana formou-se engenheiro e arquiteto na Escola Nacional de Belas Artes. Sua atuação na arquitetura brasileira contrapunha-se a uma maioria de arquitetos vindos do exterior. O Edifício João Brícola, ou prédio do Mappin, é uma de suas mais marcantes obras do período. Bahiana chegou a interromper seus estudos entre 1911 e 1918. À ocasião de sua volta ao estabelecimento de ensino, passou três anos consecutivos como o aluno mais bem classificado. Seu último projeto conhecido data de 1974, seis anos antes de sua morte em São Paulo, onde residia.

### Arquitetura
O edifício Saldanha Marinho foi um dos pioneiros na Art Decó no Brasil. Devido à mudança de arquiteto durante o processo de construção, houve uma mudança em relação ao projeto inicial. Com características como linhas circulares, uso de formas geométricas e design abstrato. Sofrendo bastante influência do cubismo, futurismo e construtivismo, o edifício possui forma triangular com os cantos arredondados. Essas características refletem tanto no projeto em sí como nos detalhes, utilizando massa de pó de pedra nos revestimentos para conferir aspecto cintilante nas fachadas. No seu interior possui grandes pés direito e amplas esquadrias de ferro e vidro. O hall que da acesso aos elevadores é caracterizado principalmente pelo piso de mármore que formam desenhos geométricos, afirmando assim o estilo conferido pelo arquiteto.Devido ao grande terraço conferido à edificação, seu coroamento é marcado por recuos e aberturas.

## Contexto sócio-político-cultural
Durante a década de 30, a cidade de São Paulo possuía quase 1 milhão de habitantes. Até meados da década de 40, a cidade viu crescer sua população economicamente ativa. Novas oportunidades de negócios foram responsáveis por uma onda de construção de arranha-céus em São Paulo neste período.Assim, o capital imobiliário foi alavancado pelo crescimento da população e pelas novas tecnologias em concreto armado. Muitas das empresas de arquitetura que se estabeleceram no período continuam atuando. O Edifício Saldanha Marinho é considerado um dos mais inovadores deste cenário onde o investimento público em obras arquitetônicas modernas atingia grandes proporções.
Com isso, nota-se o acentuado processo de modernização do centro de São Paulo, formando "um parque imobiliário completo, de alta densidade e intensa verticalização". Ali, edifícios antigos encontravam-se com o mais moderno da arquitetura urbana. Prédios como o Edifício Saldanha Marinho apresentavam espaços internos abertos e flexíveis, embora não totalmente livres da tradição acadêmica regente.
É importante também a importância que ganhava o modernismo em São Paulo durante o mesmo período em que o Art Déco chegou à cidade. Esta outra corrente, o modernismo, frequentemente se misturava ao Art Déco em alguns edifícios nesta época. Desta maneira, padrões empregados durante o século XIX foram lentamente desaparecendo dos edifícios de São Paulo. Dentre os símbolos do modernismo incentivado por Vargas, a partir de 1930, o mais marcante encontra-se na forma do prédio do Ministério da Educação e Saúde, que juntava características próprias do modernismo, como a preocupação com a utilização pública do espaço.
Quanto ao Art Déco, é difícil até mesmo definir os limites de sua representação nos edifícios dos anos 30 e 40 em São Paulo. Isto se dá porque as obras em arquitetura Art Déco estão sempre misturando elementos de outras vertentes mais predominantes em sua época. A arquitetura Art Déco recebeu, em grande parte, influências do cubismo, do expressionismo e do futurismo, vindos das artes plásticas e da Arquitetura moderna.
Em São Paulo, especificamente, o Art Déco viveu seu auge nos anos 30, onde, além de estar presente na arquitetura dos grande arranha-céus, geralmente empregados por órgãos do Estado, o estilo se fez notar em lojas, prédios de apartamento, cinemas, clubes e até mesmo emissoras de rádio. Sob a ótica do Art Déco na arquitetura, as fachadas dos edifícios eram consideradas de domínio público, exigindo, então, sofisticação e beleza, para integrar a construção à nova fase moderna pela qual a cidade de São Paulo passava após forte incentivo de industrialização por Vargas. 
No entanto, não foram apenas edifícios comerciais ou estatais que tiveram influência do Art Déco na década de 30. Por todo o Brasil, casas unifamiliares também apresentaram as características do estilo em suas construções nesta época.

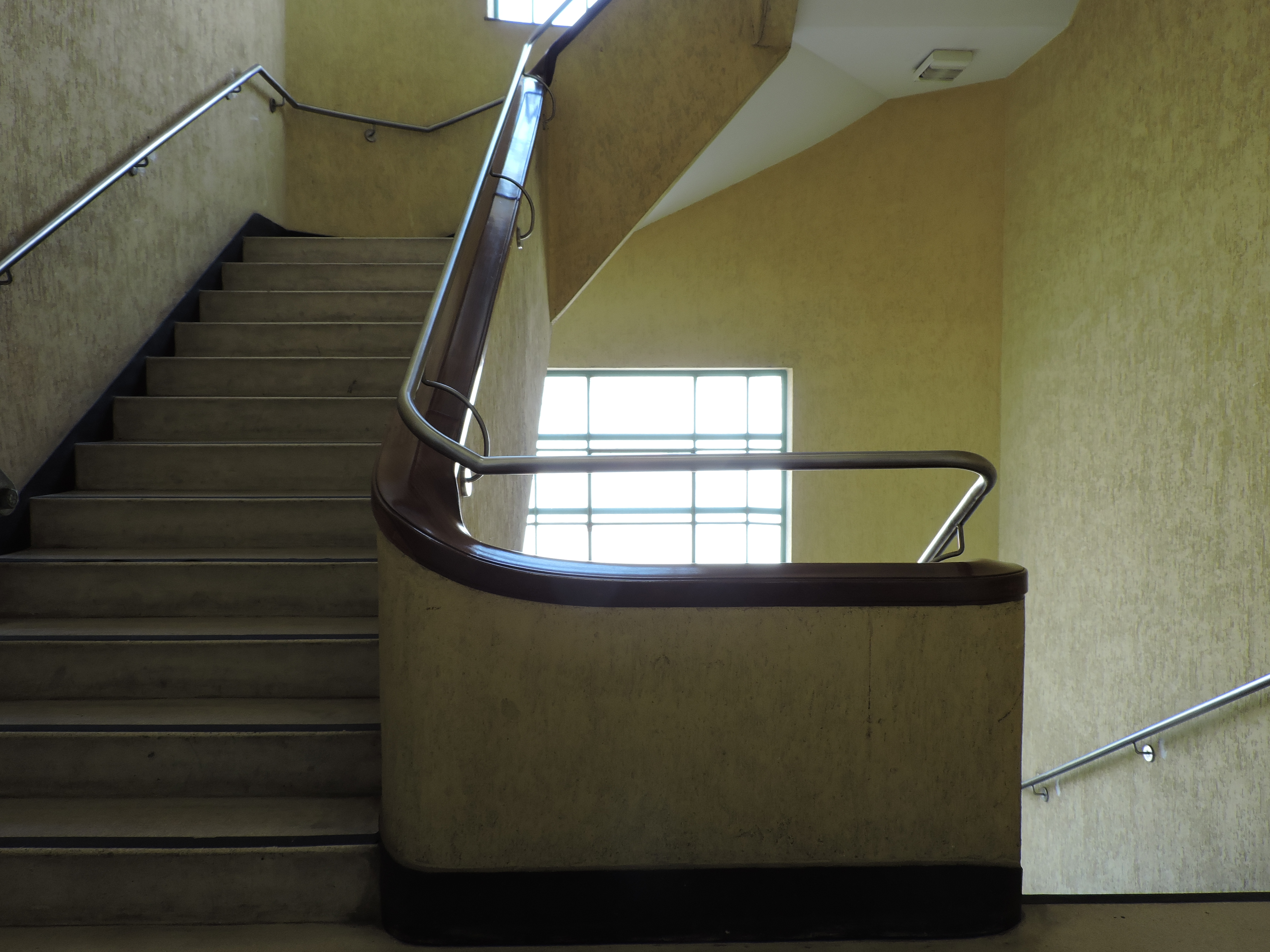
Escadaria preserva corrimão em madeira original

## Mudanças à planta original
Entre as mudanças executadas por Dácio A. de Moraes, estão o reposicionamento dos sanitários, que saíram do vestíbulo para a extremidade oposta à fachada principal e a construção de duas lajes entre o 6° e o 7° andar e entre o piso térreo e o 1º andar, o que exigiu reforço nas nervuras do radier e nos muros perimetrais. Ainda sob a arquitetura de Dácio, o edifício perde adereços do estilo Luíz XVI. A abertura na fachada foi mantida, bem como os principais eixos de circulação e a posição das escadas e dos elevadores. Isto teria ocorrido, segundo pesquisadores, por conta das dificuldades no processo de adaptação geradas pela interrupção da obra em estado já avançado. 

## Reforma de 2001

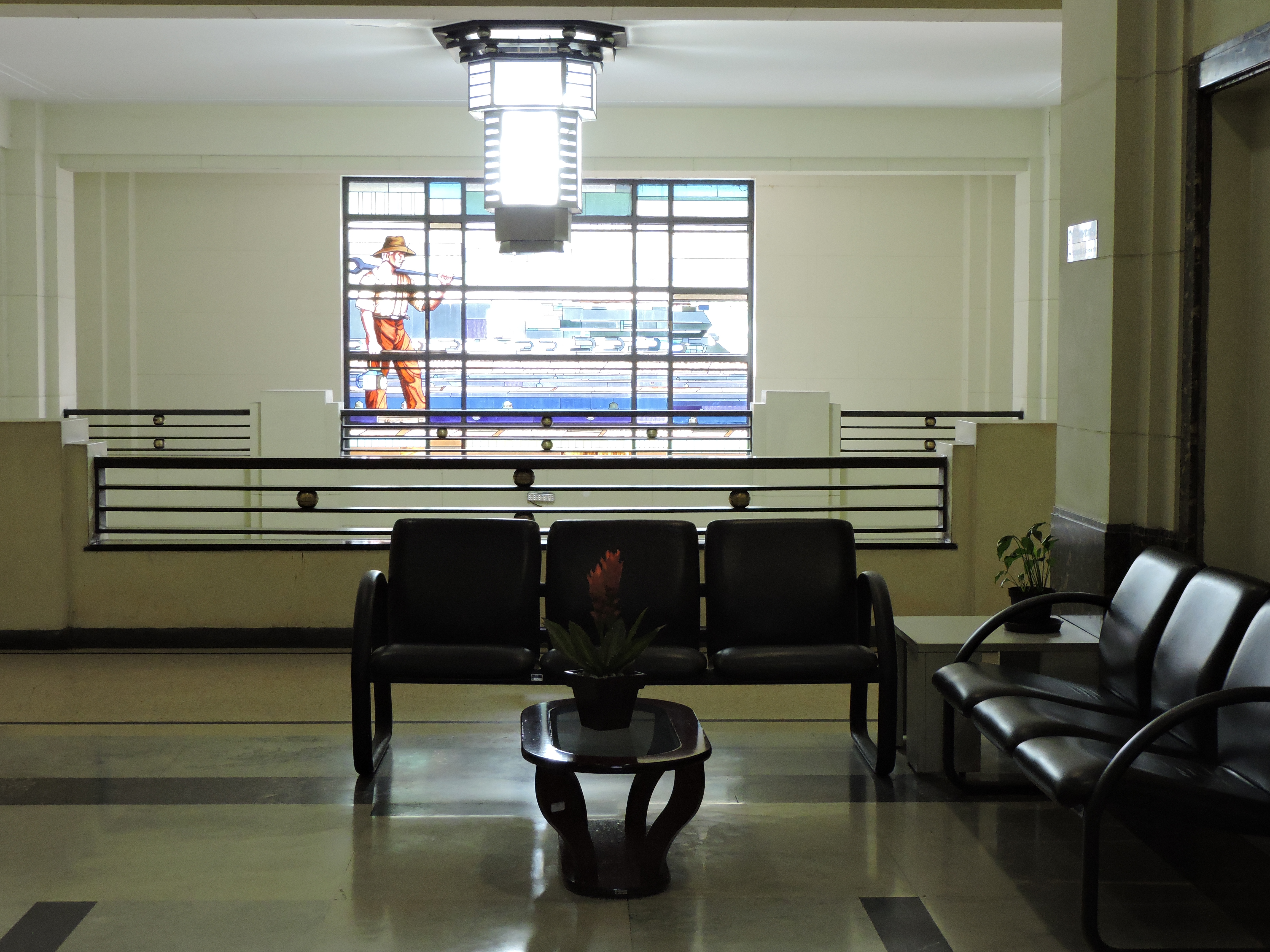
Vitral original da Companhia Paulista de Estradas de Ferro

Atualmente, todo o espaço do Edifício Saldanha Marinho é ocupado pelo órgão. Com aprovação do Condephaat, aconteceu no ano de 2001 uma reforma que visava viabilizar o melhor funcionamento da Secretaria de Segurança Pública do Estado de São Paulo, sob a gestão do então governador José Serra. Foram, então, instalados sistema de iluminação com luminárias de baixo consumo de energia, transmissão de voz e dados via sistema digital, fibra óptica e fonte de alimentação ininterrupta para computadores. Foram também instalados novos equipamentos de combate a incêndio e de segurança em geral. 
Ainda nesta reforma, o prédio recebeu sanitários para deficientes em todos os pisos. No décimo terceiro andar, há um salão nobre para reuniões e um salão oval com vista para a Rua Líbero Badaró. Antes desta reforma, o edifício só havia recebido nova pintura no ano de 1989.
Atualmente, considera-se o Edifício Saldanha Marinho completamente reformado e recuperado. Ali, trabalham cerca de 200 funcionários do Estado, em diferentes divisões da polícia.
Com um total de 10 andares, o edifício tem lajes a partir de 478m² e 2 elevadores sociais. Possui ainda ar-condicionado individual. De classificação C, o prédio não possui salas disponíveis para locação. O exterior do prédio traz ideias características de Elisário Bahiana, como curvas que remetem à arquitetura naval, criando dinamismo que contrasta com as fachadas antigas dos demais prédios da região. Já o topo do edifício apresenta as decomposições prismáticas e escalonadas que também eram empregadas por Eliseu Bahiana em suas obras Art Déco.

## Galeria

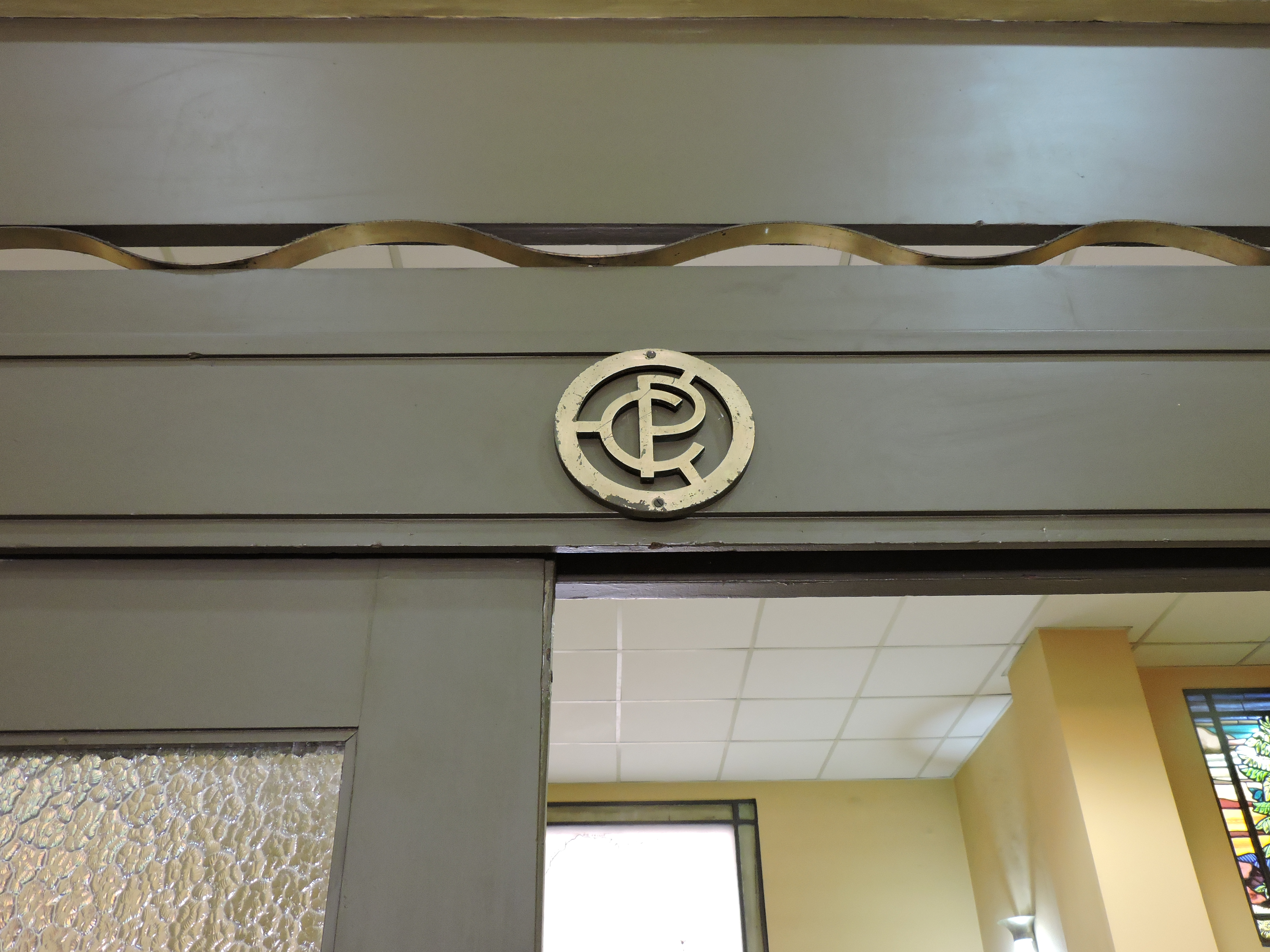
Logotipo da Cia. Paulista de Estradas de Ferro.
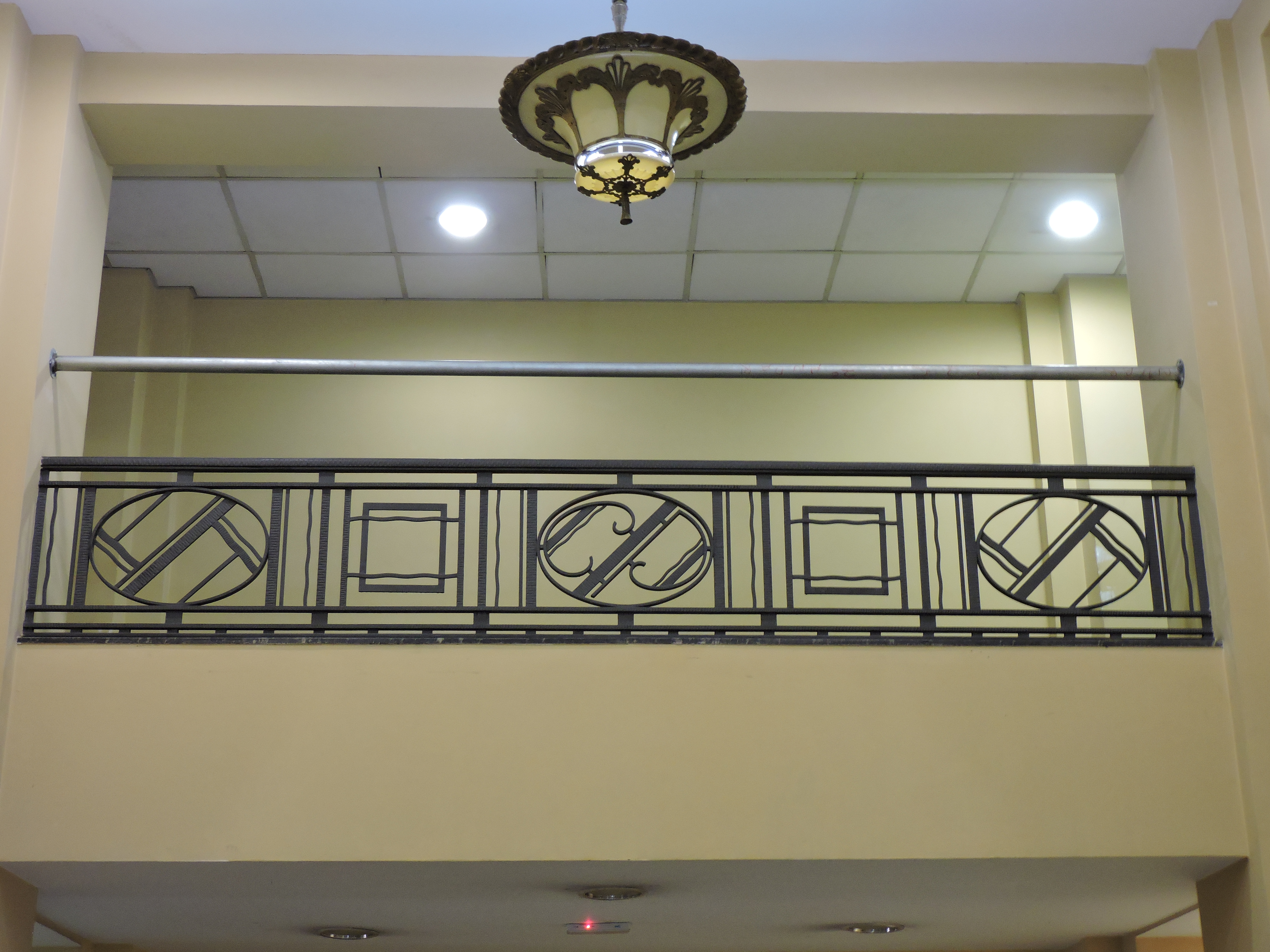
Lustre e decoração originais da Cia. Paulista de Estradas de Ferro.
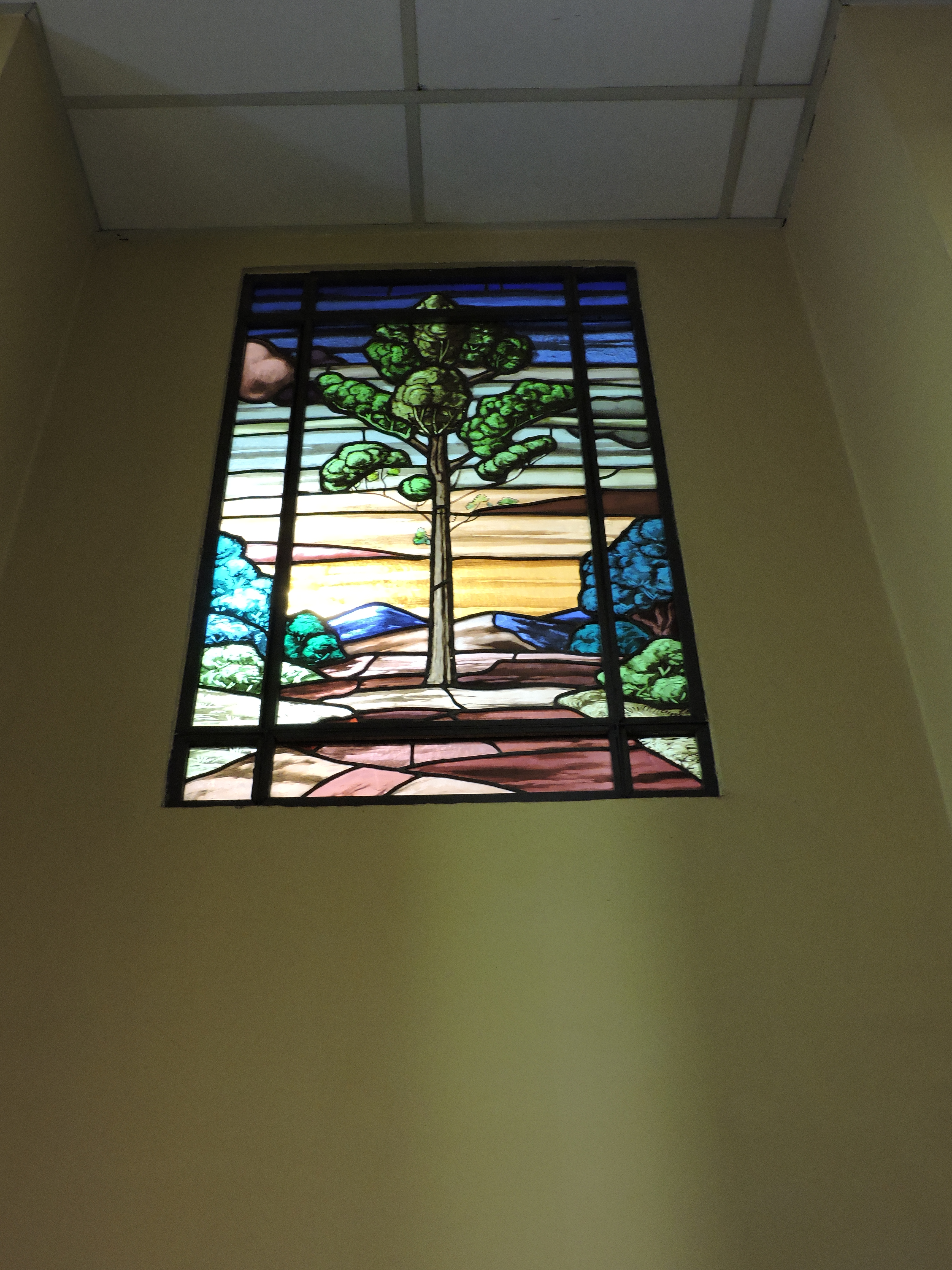
Vitral participou da construção original do prédio.
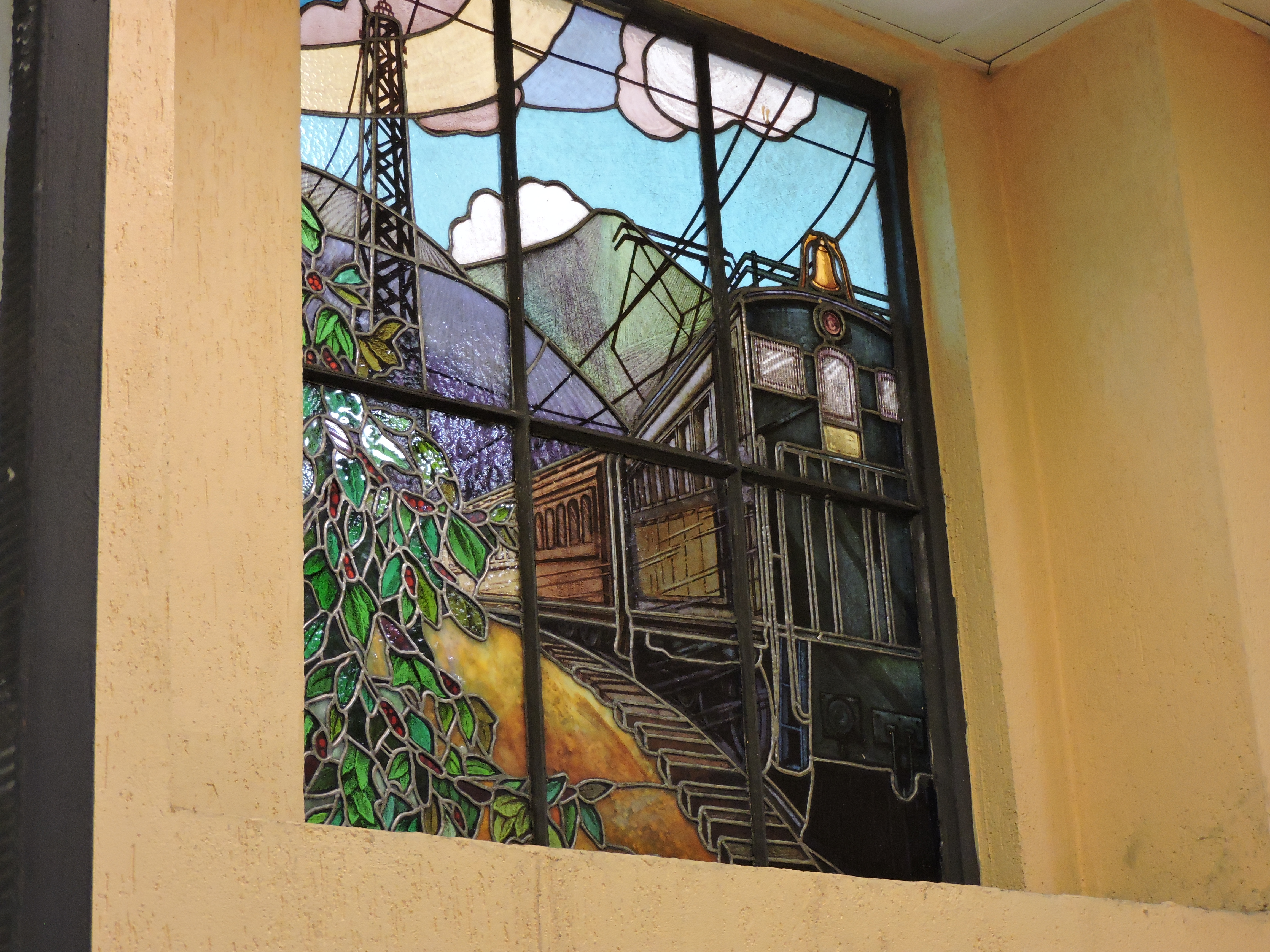
Vitral da Cia. Paulista de Estradas de Ferro.
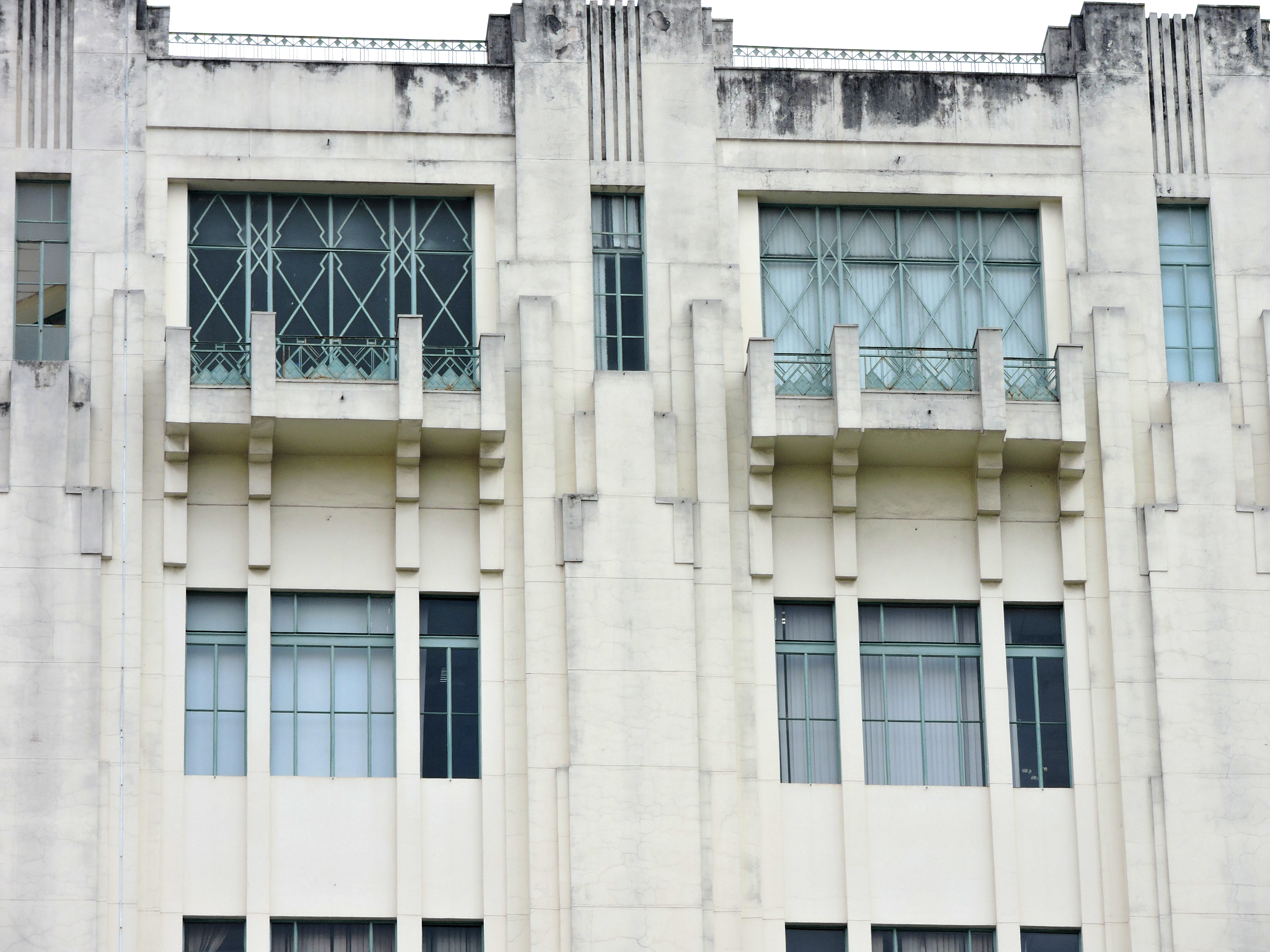
Topo coroado ao estilo Art Déco.